# Сноу, Кен
Ке́ннет Тодд Сно́у-третий (англ. Kenneth Todd Snow III; 23 июня 1969, Арлингтон-Хайтс, Иллинойс — 21 июня 2020, Порт-Гурон, Мичиган) — американский футболист и игрок в шоубол, выступавший на позиции нападающего. Провёл два матча за сборную США по футболу.

## Биография
Во время обучения в Индианском университете в Блумингтоне в 1987—1990 годах Сноу играл за университетскую футбольную команду в Национальной ассоциации студенческого спорта. Провёл за «Индиана Хузиерс» 89 матчей, в которых забил 84 гола и отдал 28 голевых передач. Помог команде выиграть национальный чемпионат 1988 года. Четырежды включался в первую всеамериканскую символическую сборную. Дважды, в 1988 и 1990 годах, удостоился Hermann Trophy, приза лучшему игроку студенческого футбола США.
В 1989 году к Кену в «Индиана Хузиерс» присоединился его брат — Стив, однако он оставил университет после первого курса ради карьеры профессионального футболиста в Европе.
После окончания университета Сноу подписал контракт с клубом «Майами Фридом» из Американской профессиональной футбольной лиги. Забил пять голов в 11 матчах за клуб.
В январе 1992 года Сноу покинул клуб Третьего дивизиона Бельгии «Ла-Лувьер» и присоединился к шоубольной команде «Чикаго Пауэр», действующему чемпиону Национальной профессиональной футбольной лиги, который выбрал его на драфте. За «Пауэр» он отыграл четыре сезона, наиболее успешно — сезон 1994/95, в котором забил 56 голов в 40 матчах.
В 1995 году Сноу перешёл в команду Континентальной лиги шоубола «Детройт Неон». За команду, переименованную в 1997 году в «Детройт Сафари», выступал три неполных сезона, забив 59 голов в 56 матчах.
В ноябре 1995 года Сноу временно вернулся в Национальную профессиональную футбольную лигу, присоединившись к команде «Тампа-Бэй Террор». Сыграл за команду 16 матчей, в которых забил 18 голов.
6 февраля 1996 года на инаугуральном драфте MLS Сноу был выбран в 16-м раунде под общим 156-м номером клубом «Канзас-Сити Уиз». Однако 24 марта 1996 года клуб поместил игрока в список отказов.
В марте 1998 года Сноу проходил просмотр в клубе-новичке MLS «Чикаго Файр», забил гол в предсезонном матче против мексиканского клуба «Бачильерес», но добиться контракта не сумел.
В 1998 году, после развала Континентальной лиги шоубола, Сноу присоединился к команде Национальной профессиональной футбольной лиги «Сент-Луис Эмбуш». Забил 56 голов в 28 матчах за команду.
18 февраля 1999 года Сноу был обменян в команду «Филадельфия Киксс» на Ли Чантрета и денежные средства. Сыграл за команду 13 матчей, в которых забил 18 голов.
За сборную США Сноу сыграл два матча в 1988 году. Дебютировал за звёздно-полосатую дружину 13 января 1988 года в товарищеском матче со сборной Гватемалы, в котором вышел на замену вместо Джоуи Кёрка. 14 июня 1988 года сыграл вместе с братом в товарищеском матче со сборной Коста-Рики.
Кен Сноу скончался 21 июня 2020 года в возрасте 50 лет в гостиничном номере в Порт-Гуроне, штат Мичиган. Вероятная причина смерти — осложнения, вызванные COVID-19.